# 智慧水管
智慧水管（smart pipe）是指一種網路類型，網路業者可於該網路上操縱既有或特有之服務，以及業者的用戶關係，以提供數據連接以外的價值。「智慧」一詞是指業者可透過附加（且通常是獨特的）頻寬與網路速率以外的服務或內容，以增加其價值。
行動通訊業者常見的營運模式有智慧水管、圍牆花園與笨水管3種。

## 例子
雖然智慧水管沒有實際上的產業標準定義，但有些業者、部落客及學者已敘述過一般公認之智慧水管的幾個觀點。
網路業者 3 於2006年推出 X-Series 資費方案。X-Series 方案將多個服務綁在一起販售，其中有幾個服務是 3 所獨有的，並提供每月固定加購的無限量數據接取。雖然不一定是智慧水管的完全實作，3 是第一家以固定資費提供頻寬與加值服務搭售的業者。
除了資費方案外，還有一些服務一般會被視為智慧水管的一部分，如：
- 地理位置服務
- 現狀資訊
- 用戶分析
- 系統平台、行動或應用
  - 行動作業系統
- 使用者介面
- 客製化
- 設備或網路之應用程式介面（API）
- 付款、帳單
- 查號補助、查號服務
- 服務品質

透過將這些服務轉移至行動通訊系統內，網路業者可以維持其管道之價值，並創造出新的商業模式，產生出全新的收入來源。
當來自媒體公司與蘋果公司的iPhone、Nokia的用戶服務Ovi，甚至美國聯邦通信委員會（FCC）於700MHz頻譜競價引入開放接取政策等壓力越來越大之際，業者在智慧水管上的創新需求也越來越高。
最近，Vodafone的CEO Arun Sarin表示Vodafone總是能透過帳務關係與其訂戶建立成獨特的關係，這些言論讓他受到批評。雖然Sarin的論點在傳統上是正確的，但正如文章中所指出，此一獨特性正受到一些新的威脅，如傳統的信用卡、Obopay、PayPal Mobile，以及Google的Android平臺、Yahoo的Go與蘋果公司的iPhone等。

## 另見
- 行動電話
- 行動通訊業者
- 封閉平臺
- 笨水管